# Ernodes dirginensis
Ernodes dirginensis är en nattsländeart som beskrevs av Füsun Sipahiler 1998. Ernodes dirginensis ingår i släktet Ernodes och familjen sandrörsnattsländor. Inga underarter finns listade i Catalogue of Life.